# Heinrich (Schleswig)
Heinrich (* um 1342; † August 1375) aus dem Haus Estridsson war von 1364 bis 1375 Herzog von Schleswig (oder auch Sønderjylland). Er entstammte der „Abelslinie“ des dänischen Königshauses Estridsson, der die 1232–1375 in Schleswig herrschenden Herzöge angehörten, und war der letzte männliche Vertreter dieser Linie. 

## Leben und Wirken
Heinrich war der jüngere Sohn des Herzogs Waldemar V. Erichssohn von Schleswig, der als Waldemar III. vom 7. Juni 1326 bis zum 23. Februar 1330 minderjähriger König von Dänemark war. Sein älterer Bruder Erbherzog Waldemar (* um 1338; † 1360) war seit 1353 in mehreren Dokumenten als Mitbesiegler aufgetreten, aber seit 1360 übernahm Heinrich diese Rolle.
Herzog Heinrich erbte 1364 nur Teile des Herzogtums Schleswig, da der südliche Bereich an die Schauenburger Grafen von Holstein verpfändet war. Andere Teile waren seiner Mutter, Richarda Günzelstochter von Schwerin-Wittenburg († 1384) als Wittum oder Leibgedinge für ihre Versorgung im Witwenstand zugestanden. Somit herrschte Heinrich nur über geringe Teile seines Herzogtums und befand sich oft in Geldnöten. In 1367 musste er sogar die Insel Langeland an die dänische Adelsfamilie Panter verpfänden.
Außerdem war er zwischen dem starken dänischen König Waldemar IV. Christofferssohn Atterdag im Norden und den Grafen Heinrich II. (* 1317; † 1384) und Nikolaus (* 1320; † 1397) von Holstein-Rendsburg im Süden eingeklemmt. Daher versuchte er zwischen den streitenden Parteien zu vermitteln oder geriet zwischen die Fronten. Im Juni 1374 hat er schließlich alle seine Pfandbriefe an den König abgegeben.
Seine Grabstätte befindet sich in der Kirche der Stadt Sorö auf der dänischen Hauptinsel Seeland.

## Familie
Heinrich heiratete 1370 Kunigunde († um 1386), deren Familie bisher nicht identifiziert werden konnte. Sie zeugten keine Kinder, somit starb die Schleswiger Herzogsdynastie mit ihm aus.